# Farasmanes Mandacúnio
Farasmanes Mandacúnio (em latim: Pharasmanes; em armênio: Փարսման; romaniz.: Pʼarsman) foi um nobre armênio (nacarar) do século V, membro da família Mandacúnio, ativo durante o reinado do xainxá Isdigerdes II (r. 438–457).

## Nome
Farasmanes (Pharasmanes) ou Faresmanes (Pharesmanes) são as formas latinas do georgiano Farsmane (ფარსმან, P'arsman). Foi registrado em armênio como Farsmane (Փարսման, Pʼarsman) e em grego como Farasrianes (Φαρασριάνης, Pharasriánēs), Faresrianes (Φαρεσριάνης, Pharesriánēs) e Farasmanes (Φαρασμάνης, Pharasmánēs).

## Contexto

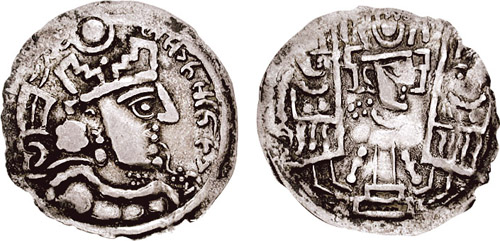
Dracma de r.

Em 428, os nacarares da Armênia peticionaram ao xainxá Vararanes V (r. 420–438) para que destronasse o rei Artaxias IV (r. 422–428) e abolisse a dinastia arsácida. Para governar o país, Vemir-Sapor foi nomeado como marzobã e e Vaanes II foi designado à tenência real. Vemir-Sapor morreu em 442, após uma administração considerada justa e liberal, na qual conseguiu manter a ordem sem ferir o sentimento nacional de frente. Vasaces I substituiu-o como marzobã. Vararanes permitiu a manutenção do cristianismo, enquanto procurava acabar com a influência do Império Bizantino sobre a Igreja da Armênia ao anexá-la à Igreja do Oriente. Contudo, seu filho e sucessor, Isdigerdes II (r. 438–457), era um pietista masdeísta e se comprometeu a impor o masdeísmo na Armênia, exigindo que a nobreza apostatasse e fundando templos de fogo sobre igrejas.

## Vida

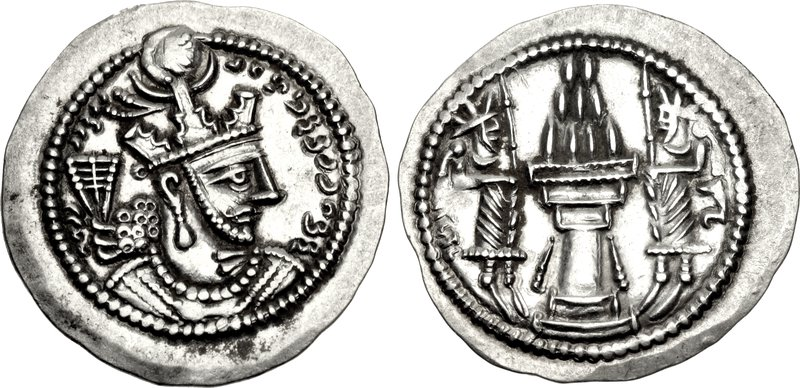
Dracma de r.

A parentela de Isaque é desconhecida, exceto que pertencia à família Mandacúnio. Segundo Eliseu, o Armênio, foi um dos nobres que lutaram na revolta de Vardanes II Mamicônio (450–451) contra Isdigerdes II e suas políticas religiosas. Ao ser mencionado, afirma-se que esteve entre os nobres que mantiveram-se fiéis à causa rebelde quando muitos tinham dúvidas sobre a empreitada e decidiram apoiar o pró-iraniano Vasaces. Depois, esteve entre os nobres que voluntariamente entregaram-se ao xainxá para serem exilados no Império Sassânida após a derrota dos rebeldes na Batalha de Avarair de 26 de maio de 451. Os nobres armênios que foram ao Oriente permaneceram em cativeiro na Hircânia até 455, quando receberam permissão para retornar